# São Vicente (freguesia)
São Vicente es una freguesia portuguesa del concelho de São Vicente, con 43,70 km² de superficie y 3.336 habitantes (2001). Su densidad de población es de 76,3 hab/km².